# Le Cheik rouge
Pour plus de détails, voir Fiche technique et Distribution.
Le Cheikh rouge (titre original : Lo sceicco rosso) est un film italo-français de Fernando Cerchio sorti en 1962.

## Synopsis
En ayant éliminé le cheik rouge, quinze ans plus tôt, le sultan Amar s'était emparé du pouvoir. Ruiz, un aventurier espagnol, se rend au palais du sultan en prétendant être un architecte. Faisant face à un groupe de rebelles dont la lutte est soutenue par un mystérieux cavalier, Amar tente de capturer ce dernier...

## Fiche technique
- Titre original : Lo sceicco rosso
- Réalisation : Fernando Cerchio
- Scénario : Florestano Petrilli, Luigi Capuano, Remigio Del Grosso et Arrigo Montanari d'après une histoire de Gino de Santis
- Directeurs de la photographie : Angelo Lotti et Elio Polacchi
- Montage : Gino Talamo
- Musique : Francesco De Masi et Giovanni Fusco
- Costumes : Giancarlo Bartolini Salimbeni
- Décors : Antonio Visone
- Production : Bruno Turchetto
- Genre : Film d'aventures
- Pays :  Italie,  France
- Durée : 90 minutes
- Date de sortie :
  - Italie : 1er octobre 1962
  - France : 10 avril 1963

## Distribution
- Channing Pollock (VF : Jean-Claude Michel) : Ruiz da Silva
- Luciana Gilli (VF : Jeanine Freson) : Amina
- Mel Welles (VF : Jean-Henri Chambois) : le sultan Amar
- Rosalba Neri (VF : Jane Val) : Hammel
- Ettore Manni (VF : Jacques Deschamps) : Mohammad
- Pietro De Vico (VF : Jean Berton) : Ignacio
- Glauco Onorato (VF : René Bériard) : Yussuf
- Ahmed Amer (VF : Gérard Ferrat) : Ajabar
- Mary Welles : Izmir
- Giulio Battiferri (VF : Albert Médina) : le geôlier